# São Joaquim
São Joaquim è un comune del Brasile nello Stato di Santa Catarina, situato a Planalto Serrano, si trova a 136 km da Tubarão, a 81 km da Lages e a 227 km da Florianópolis. La città conta su una grande diversità etnica, composta principalmente da discendenti di portoghese, tedesco, italiano e giapponese. C'è anche una grande parte della popolazione proveniente da altri stati, principalmente dal Rio Grande do Sul.

## Geografia
São Joaquim (situato a una latitudine di 28 ° 17'38 "sud e ad una lunghezza di 49 ° 55'54" ovest) si trova a 1.360 metri sul livello del mare ed è una delle città più alte del paese. Nella sede del comune. Il clima temperato durante tutto l'anno e il freddo inverno secondo gli standard brasiliani (ma non rigorosamente per alcune specie temperate) consentono la coltivazione di mele come in altri climi simili. Promuovi il National Apple Festival, un frutto che non si adatta facilmente in gran parte del Brasile. EPAGRI, il Dipartimento di stato dell'Agricoltura, ha una stazione sperimentale in cui la cultura Fuji ha portato con sé Fumio Hiragami, di Curitibanos, qui viene perfezionato. Le piante provengono dal Giappone.
La sua popolazione era di 24.812 abitanti al censimento del 2010. Il comune ha un'estensione di 1.892,26 km² Fa parte della microregione di Campos de Lages, nella mesoregione di Serrana di Santa Catarina. Tuttavia dalla metà del 2017 è nella regione di Lages.

### Clima
Il clima è subtropicale di alta terra ma sempre umido durante l'anno (Köppen: Cfb), che a sua volta può essere interpretato come un vero clima oceanico temperato, come si può trovare a Plymouth e nel resto dell'Inghilterra sud-occidentale con molte somiglianze. Le temperature sono miti durante tutto l'anno, senza differenze evidenti tra i valori più alti e più bassi nelle variazioni di temperatura tra le stagioni. La temperatura più bassa trovata è di -9 °C (14 luglio 2000), "molto fredda" per le condizioni brasiliane, anche se non è ancora estrema. L'uscita del 1961 alle 10 ha una temperatura di circa -7 °C. L'estate è addirittura fresca per una città con una tale altezza, il massimo assoluto è 31,4 °C (20 dicembre 1971). Le temperature hanno una temperatura di 30 °C e sono passate 4 volte. La neve si verifica quasi ogni anno, anche se con poca intensità, tranne in rari casi, come nel 1957, la nevicata più alta a Santa Catarina e la seconda più grande del paese con 1,3 metri di neve e un blocco di una settimana per accedere alla città.

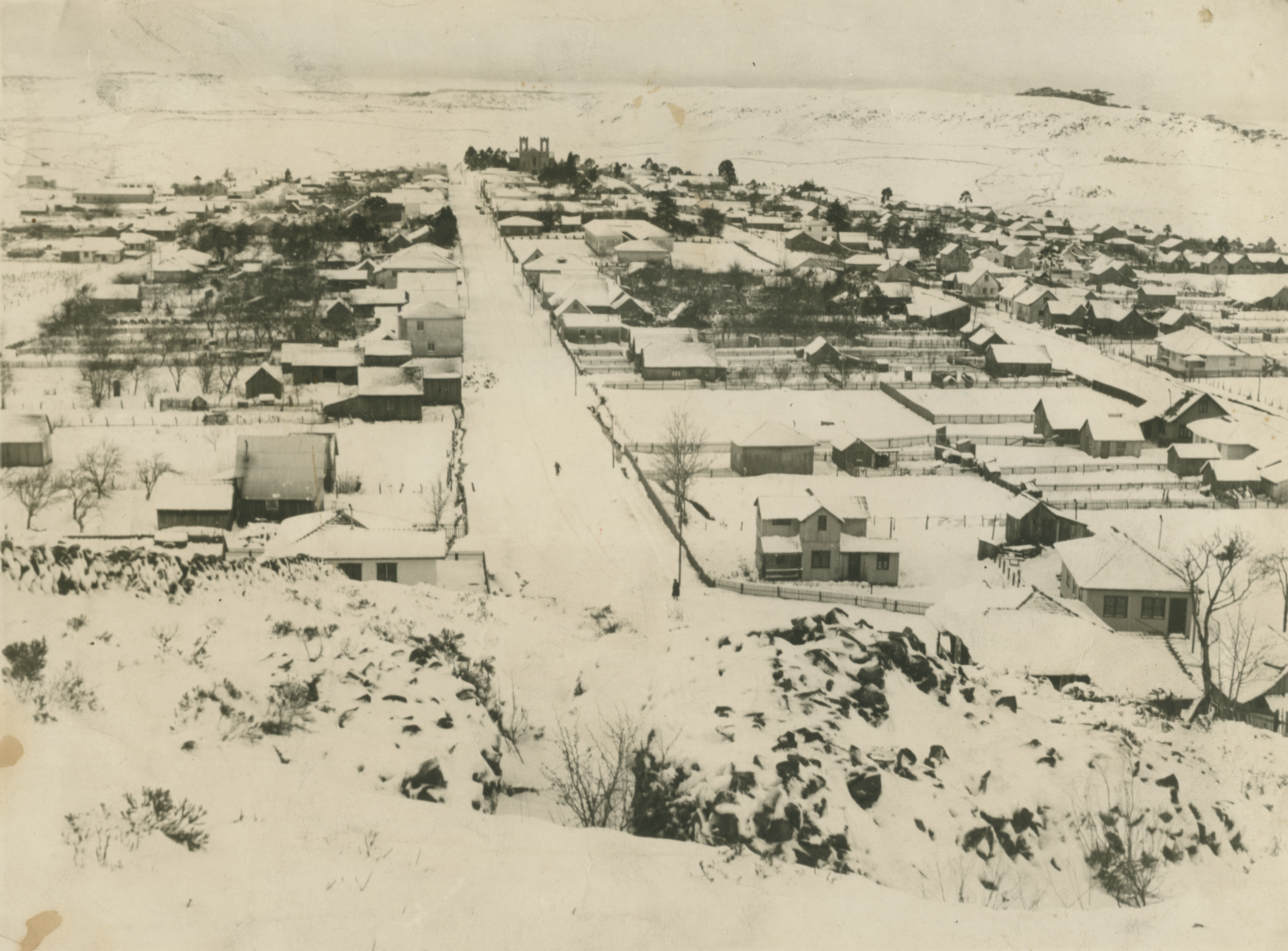
São Joaquim coperto di neve nel 1968, 11 anni dopo la più grande bufera di neve dello Stato

Gli studi mostrano un aumento della frequenza delle nevicate con la fase calda dell'Oscillazione pacifica decadale (PDO) e la sua diminuzione durante gli episodi El Niño e La Niña. Se l'altitudine fosse più alta o pochi gradi più a sud, probabilmente avrebbe sopportato una nevicata più uniforme e cumulativa. Le precipitazioni sono ben distribuite durante tutto l'anno, a differenza di Campos do Jordão, ad esempio, dove c'è una stagione secca definita senza picchi ben definiti come previsto. I gelo possono verificarsi anche in piena estate e hanno una media di 40,8 giorni all'anno, dove viene registrato il congelamento di suolo e piante tra il 1980 e il 2003 dalla stazione meteorologica locale. La città ha una media di 2,7 giorni di neve all'anno, il che la rende la città di neve più sicura del Brasile, a parte le zone rurali più alte. Una situazione di questo tipo, in cui la maggioranza delle comunità brasiliane non è mai stata nevicata, o in rari casi. La città è spesso visitata come luogo per turismo invernale dalle persone che vogliono vedere le nevicate, per le quali di solito il periodo migliore è a metà dell'anno e raramente a maggio e settembre.
| Quartiere di Bandeira (1960-1990 e 1981-2010)        | Mesi        | Mesi        | Mesi        | Mesi        | Mesi        | Mesi        | Mesi        | Mesi        | Mesi        | Mesi        | Mesi        | Mesi        | Stagioni | Stagioni | Stagioni | Stagioni | Anno    |
| Quartiere di Bandeira (1960-1990 e 1981-2010)        | Gen         | Feb         | Mar         | Apr         | Mag         | Giu         | Lug         | Ago         | Set         | Ott         | Nov         | Dic         | Est      | Aut      | Inv      | Pri      | Anno    |
| ---------------------------------------------------- | ----------- | ----------- | ----------- | ----------- | ----------- | ----------- | ----------- | ----------- | ----------- | ----------- | ----------- | ----------- | -------- | -------- | -------- | -------- | ------- |
| T. max. media (°C)                                   | 22,6        | 21,4        | 21,5        | 19,1        | 15,8        | 14,7        | 14,5        | 16,7        | 16,6        | 18,9        | 20,5        | 22,2        | 22,1     | 18,8     | 15,3     | 18,7     | 18,7    |
| T. media (°C)                                        | 17,1        | 17,1        | 16,1        | 13,8        | 10,9        | 10,0        | 9,5         | 11,1        | 11,2        | 13,5        | 14,9        | 16,4        | 16,9     | 13,6     | 10,2     | 13,2     | 13,5    |
| T. min. media (°C)                                   | 13,3        | 13,6        | 12,7        | 10,4        | 7,6         | 6,8         | 6,0         | 7,1         | 7,2         | 9,6         | 10,8        | 12,3        | 13,1     | 10,2     | 6,6      | 9,2      | 9,8     |
| T. max. assoluta (°C)                                | 30,6 (1963) | 30,1 (1973) | 28,0 (1970) | 26,9 (1973) | 25,2 (1993) | 22,8 (1995) | 24,1 (2013) | 27,7 (1997) | 28,4 (1994) | 28,9 (2009) | 28,1 (2009) | 31,4 (1971) | 31,4     | 28,0     | 27,7     | 28,9     | 31,4    |
| T. min. assoluta (°C)                                | 3,5 (2005)  | 4,2 (1971)  | 0,3 (1963)  | −2,9 (2016) | −6,8 (1968) | −7,2 (1961) | −9,0 (2000) | −8,2 (1963) | −7,5 (1964) | −2,4 (1969) | −1,5 (1992) | 1,4 (1971)  | 1,4      | −6,8     | −9,0     | −7,5     | −9,0    |
| Giorni di calura (Tmax ≥ 30 °C)                      | 0,06        | 0,04        | 0,0         | 0,0         | 0,0         | 0,0         | 0,0         | 0,0         | 0,0         | 0,0         | 0,0         | 0,06        | 0,2      | 0,0      | 0,0      | 0,0      | 0,2     |
| Giorni di gelo (Tmin ≤ 0 °C)                         | 0           | 0           | 0           | 2           | 5           | 6           | 6           | 5           | 3           | 0           | 0           | 0           | 0        | 7        | 17       | 3        | 27      |
| Nuvolosità (okta al giorno)                          | 5,6         | 4,8         | 4,8         | 4,0         | 4,0         | 4,0         | 4,0         | 4,0         | 4,8         | 4,8         | 4,8         | 4,8         | 5,1      | 4,3      | 4,0      | 4,8      | 4,5     |
| Precipitazioni (mm)                                  | 185,7       | 182,6       | 126,1       | 106,7       | 144,0       | 127,2       | 199,8       | 143,2       | 186,1       | 182,5       | 166,5       | 137,1       | 505,4    | 376,8    | 470,2    | 535,1    | 1 887,5 |
| Giorni di pioggia                                    | 14          | 14          | 12          | 10          | 8           | 10          | 10          | 8           | 11          | 12          | 12          | 12          | 40       | 30       | 28       | 35       | 133     |
| Giorni di neve                                       | 0           | 0           | 0           | 0           | 0,4         | 0,4         | 1,0         | 0,7         | 0,2         | 0,0         | 0,0         | 0,0         | 0,0      | 0,4      | 2,1      | 0,2      | 2,7     |
| Umidità relativa media (%)                           | 85,5        | 86,5        | 85,9        | 84,8        | 84,5        | 81,9        | 79,9        | 74,9        | 80,6        | 82,8        | 81,2        | 81,8        | 84,6     | 85,1     | 78,9     | 81,5     | 82,5    |
| Eliofania assoluta (ore al giorno)                   | 6,9         | 5,9         | 7,1         | 6,6         | 6,2         | 5,4         | 6,3         | 6,3         | 5,9         | 6,2         | 7,4         | 7,5         | 6,8      | 6,6      | 6,0      | 6,5      | 6,5     |
| Radiazione solare globale media (centesimi di MJ/m²) | 1 940       | 1 790       | 1 610       | 1 280       | 1 080       | 950         | 1 010       | 1 260       | 1 330       | 1 600       | 1 950       | 2 020       | 5 750    | 3 970    | 3 220    | 4 880    | 17 820  |
| Ore di soleggiamento mensili                         | 166,6       | 142,7       | 170,2       | 158,0       | 149,7       | 128,9       | 151,0       | 150,2       | 141,3       | 148,8       | 178,4       | 179,4       | 488,7    | 477,9    | 430,1    | 468,5    | 1 865,2 |
| Pressione a 0 metri s.l.m. (hPa)                     | 861,8       | 862,8       | 863,0       | 863,8       | 863,8       | 864,0       | 864,7       | 864,1       | 864,0       | 862,6       | 861,5       | 861,0       | 861,9    | 863,5    | 864,3    | 862,7    | 863,1   |
| Vento (direzione-m/s)                                | E 1,8       | N 1,7       | E 1,6       | N 1,7       | N 1,8       | N 1,9       | N 2,0       | N 2,1       | N 2,1       | N 2,0       | N 1,9       | E 1,8       | 1,8      | 1,7      | 2,0      | 2,0      | 1,9     |

## Galleria d'immagini

São Joaquim
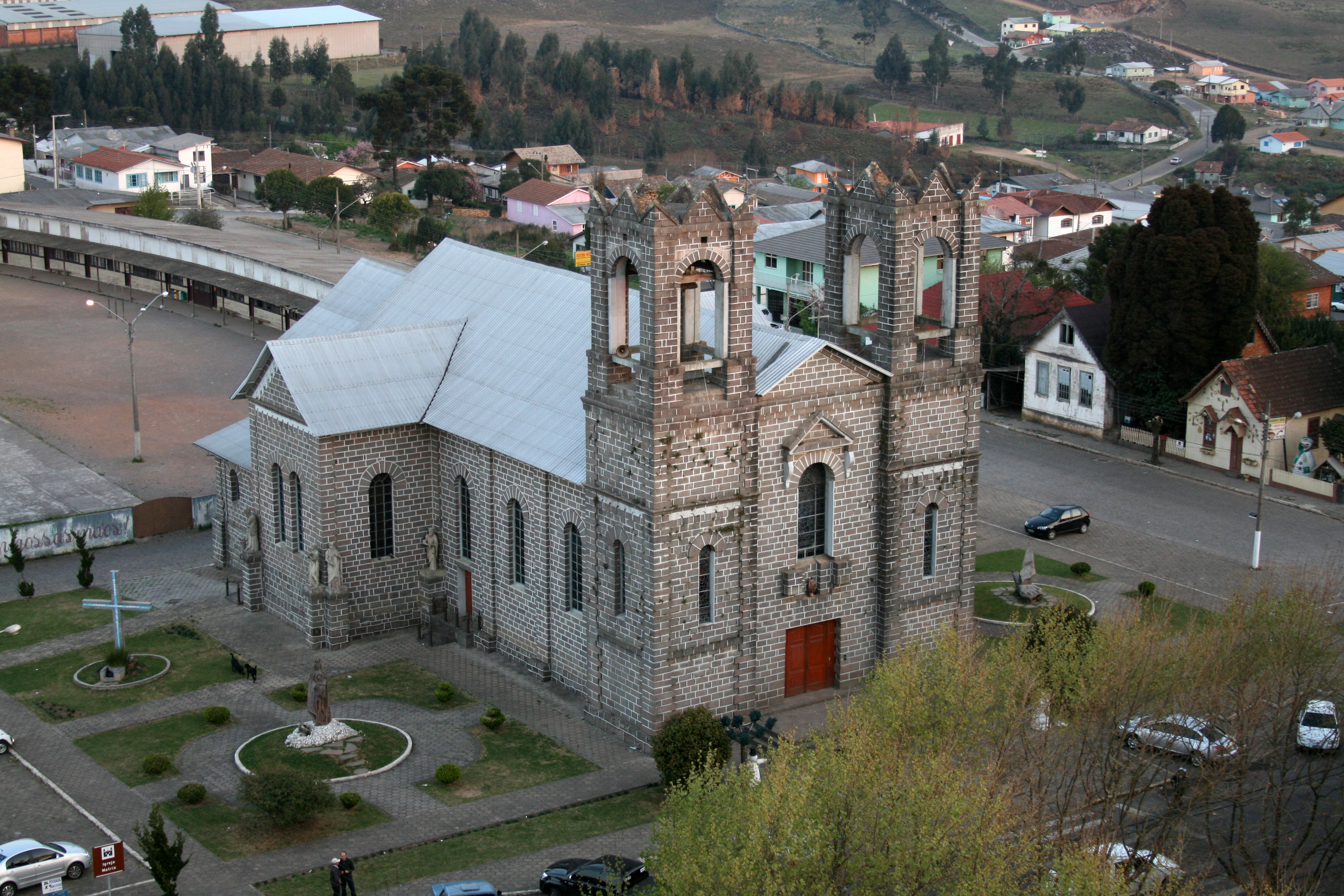
Chiesa Madre di São Joaquim
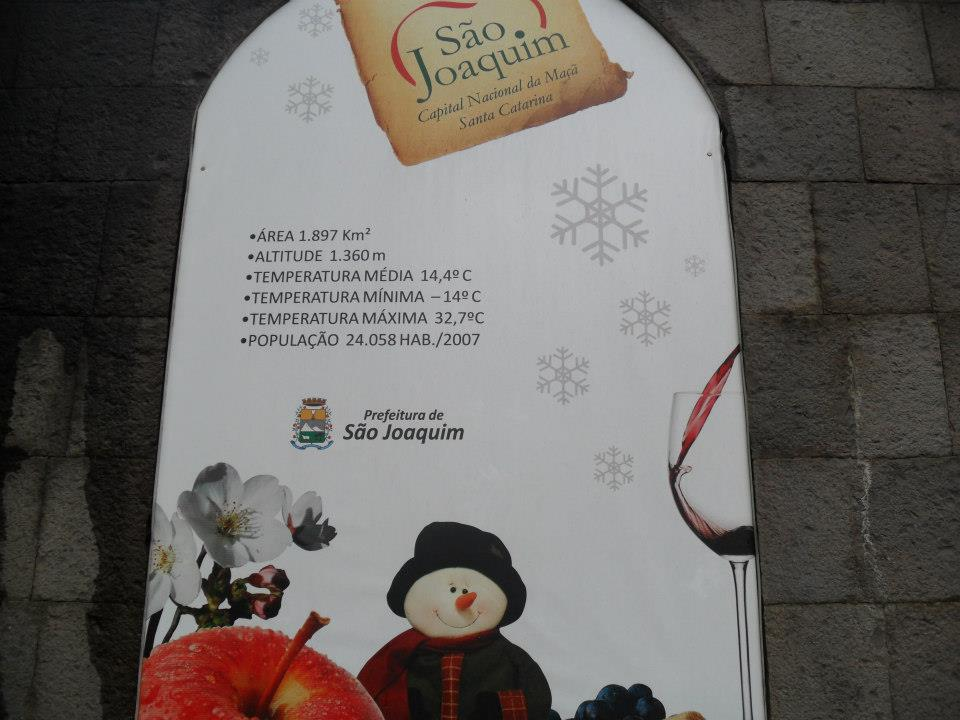
Poster del municipio che indica il minimo assoluto di -14 ° C (non ufficiale)
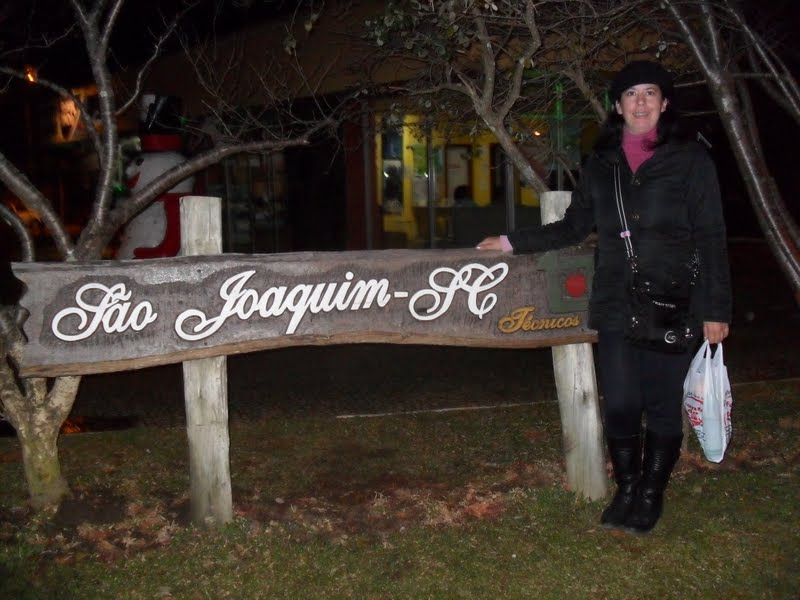
Targhetta della città
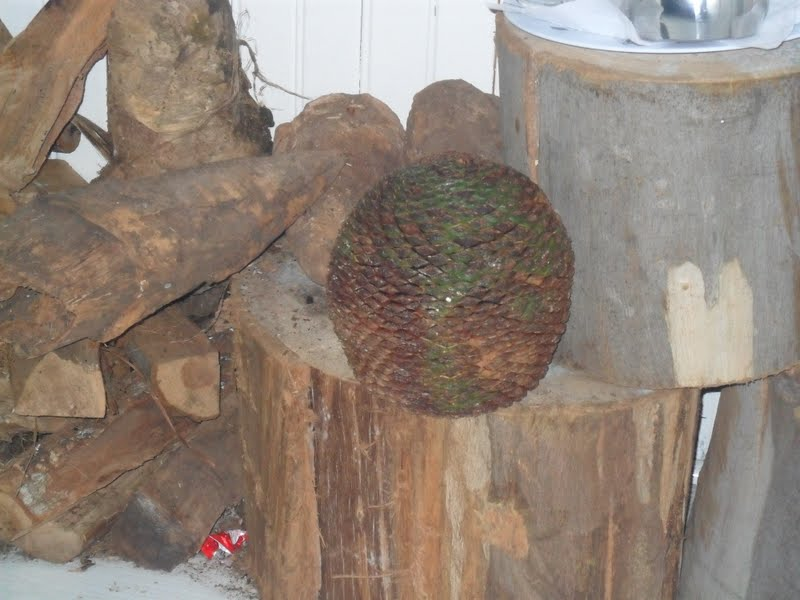
Pigna